# Peng Shuai
Peng Shuai (Xiangtan, Hunan, 8 de janeiro de 1986) é uma ex-tenista profissional chinesa. Tem como melhores rankings o 14º em simples (2011) e 1º em duplas (2014). Conquistou 2 títulos de simples e 23 de duplas no circuito WTA. Foram dois troféus do Grand Slam: Roland Garros de 2014 e Wimbledon de 2013.
Em 2015, ela se contundiu gravemente no Torneio de Roland Garros, tendo que abandonar frente à Polona Hercog, perdendo o resto da temporada.
Peng recebeu grande atenção em novembro de 2021 quando acusou o ex-vice-premier chinês Zhang Gaoli de pressioná-la a uma relação sexual, seguido pelo apagamento da postagem e o abandono de suas redes sociais, o que por sua vez gerou crescentes preocupações em todo o mundo sobre seu paradeiro e segurança.
Durante os Jogos Olímpicos de Inverno de 2022, em Pequim, anunciou aposentadoria, aos 36 anos. Não jogava desde março de 2020. Sua última aparição foi durante a Copa Billie Jean King de 2020-21, no grupo I do Zonal da Ásia e Oceania, quando perdeu o confronto de duplas para a Coreia do Sul.

## Suspensão por corrupção
No Torneio de Wimbledon de 2017, a chinesa se inscreveu para jogar duplas com a belga Alison Van Uytvanck, mas se arrependeu e tentou pagar para que esta desistisse, a fim de arrumar outra parceira, no caso, a indiana Sania Mirza. Van Uytvanck denunciou o caso, que incluía perseguição, à Unidade para a Integridade do Ténis (TIU).
De acordo com a seção D.1.d do Programa anticorrupção do Tênis, a oferta financeira consiste em violação, expressa no seguinte trecho: Nenhuma pessoa autorizada deve, direta ou indiretamente, manipular ou tentar manipular o resultado ou qualquer outro aspecto de uma partida ou evento.
Peng, junto do então técnico Bertrand Perret, pegou seis meses de punição e US$ 10 mil de multa. Ficou fora do circuito entre julho e novembro de 2018. Voltou para disputar o WTA Challenger de Houston desse ano e já conquistou o título de simples.
Em fevereiro de 2022, durante entrevista ao L'equipe, afirmou que dificilmente voltaria a jogar tênis profissionalmente, considerando "a idade, múltiplas cirurgias e a pandemia".

## O caso Peng Shuai
No dia 2 de novembro de 2021, Peng Shuai publicou, em sua conta verificada no Weibo, um longo texto sobre sua relação com Zhang Gaoli, ex-vice-premier da China e antigo membro do Comitê Permanente do Politburo do Partido Comunista Chinês. Nele, Peng relata ter mantido um relacionamento secreto com o político, e também menciona ter sido pressionada a manter relações sexuais com ele, o que levou diversos veículos de imprensa ao redor do mundo a denunciarem um caso de assédio sexual por parte de Zhang. Essa foi a primeira vez que um político de alto escalão do Partido Comunista da China foi acusado publicamente de má conduta sexual.
Poucos minutos após ser publicada, a postagem foi removida da plataforma, em condições desconhecidas. Posteriormente, Peng revelou que ela mesma deletou a publicação.  Peng não mais se manifestou em suas redes sociais, que ficou inalcançável por meio da caixa de busca do Weibo. O assunto sofreu ampla censura na rede social.
Após o episódio, quando perguntado sobre a situação da tenista, o porta-voz do Ministério das Relações Exteriores Wang Wenbin afirmou, em entrevista: "não ouvi falar da questão que você levantou. Isso não é uma questão diplomática".
O sumiço de Peng de suas redes sociais, somado ao apagamento da postagem, levou muitos veículos de imprensa a se referirem à tenista como uma pessoa desaparecida, no entanto, nenhuma delas incluía fontes que comprovassem o fato. O jornalista especializado em tênis Ben Rothenberg, do New York Times, mencionou que não havia indícios de que Peng estivesse desaparecida, e posteriormente a informação foi desmentida por Steve Simon, diretor da WTA.
No dia 12 de novembro, a hashtag #WhereIsPengShuai (onde está Peng Shuai?) se tornou um dos tópicos mais comentados no Twitter, levando a manifestações de apoio a Peng Shuai por parte de personalidades envolvidas com o tênis, incluindo Novak Djokovic, Naomi Osaka, Serena Williams, Andy Murray e Billie Jean King. No dia 14, o diretor da WTA, Steve Simon, pediu a autoridades chinesas que investigassem as acusações de Peng e clamou pelo fim da censura estatal no assunto.
Poucos dias depois, A Associação Chinesa de Tênis, filiada ao governo, afirmou ter enviado, à WTA, uma confirmação de que Peng estava bem e sob nenhuma ameaça física. Além disso, o Comitê Olímpico Internacional (COI) anunciou ter conversado por vídeo com a tenista duas vezes, além de ter marcado um encontro presencial.
No dia 17 de novembro, o jornal estatal China Global Television Network publicou um email alegadamente escrito por Peng a Steve Simon, no qual ela afirma não estar desaparecida, mas descansando, em casa, e que a suposta alegação de abuso sexual não era verdade. Simon afirmou que o email apenas tornava maiores as preocupações sobre sua segurança e ameaçou, em nome da WTA, cancelar os torneios realizados na China, até que as alegações de Peng fossem investigadas. No entanto, Peng, posteriormente, também viria a confirmar autoria do email.
Três dias depois, Hu Xijin, editor do jornal estatal Global Times, postou, em seu Twitter, fotos de Peng em um restaurante. Depois, Hu divulgou vídeos que mostravam Peng em uma cerimônia de abertura de um torneio de tênis infantil, em Pequim. Junto aos vídeos, ele ironizava as hipóteses de que ela estaria sendo coagida pelo governo chinês, pontuando a motivação política para tais hipóteses.
No dia 30 de novembro, a WTA anunciou que iria suspender todos os torneios na China e em Hong Kong. Apesar disso, era altamente improvável que a China viesse a sediar torneios, mesmo que a punição não fosse aplicada, uma vez que o país mantinha restrições severas à entrada de estrangeiros naquele momento. Com exceção dos Jogos Olímpicos de Inverno, que viria a ser realizado poucos meses depois, quase todos os eventos esportivos internacionais programados para os anos de 2020 a 2022 na China foram cancelados. Em 2023, após o país afrouxar as restrições ligadas à pandemia de COVID-19, a WTA anunciou que voltaria a realizar a gira de torneios na China, que ocorrem durante o outono no hemisfério norte.
No dia 1 de dezembro, Dick Pound, membro de longa data do COI, afirmou que a conclusão unânime daqueles que estiveram em ligação com Peng Shuai era de que ela estava bem.
No dia 6 de dezembro, o Global Times postou um editorial em inglês no Twitter, acusando a WTA de "expandir sua influência de maneira especulativa, trazendo a política para o interior do tênis feminino", tratando a posição da associação, sediada nos Estados Unidos, como um mau exemplo para o mundo do esporte.
No dia 19 de dezembro, o jornal singapurense Lianhe Zaobao, anteriormente proibido na China, publicou um vídeo de uma entrevista com Peng Shuai, incluindo legendas em inglês. Nele, a tenista afirma que "sempre foi livre", e que "nunca disse ou escreveu que alguém abusou sexualmente de mim", concluindo: "em relação ao Weibo, isso é sobre minha privacidade ... Há muito mal-entendido". Além disso, ela afirma ter escrito o email divulgado pela mídia estatal, tendo sido ele apenas traduzido.
Durante os Jogos Olímpicos de Inverno, em Pequim, em 7 de fevereiro de 2022, Peng concedeu entrevista ao jornal francês L'Équipe, em primeira aparição para uma mídia ocidental após o caso, na qual reafirmava nunca ter acusado alguém de assédio sexual, nem ter desaparecido, além de adicionar que fora ela própria quem deletou a postagem no Weibo. Peng afirmou, ao L'Équipe, que a postagem inicial deu origem a um grande mal entendido no mundo fora da China. No entanto, ela não esclareceu o que a motivou a escrever e posteriormente deletar a publicação.

## Honras

### Finais de torneios Grand Slam

#### Duplas: 2 (2 títulos)
| Posição | Ano  | Campeonato    | Piso   | Parceira     | Oponentes                      | Placar        |
| ------- | ---- | ------------- | ------ | ------------ | ------------------------------ | ------------- |
| Campeã  | 2013 | Wimbledon     | Grama  | Hsieh Su-wei | Ashleigh Barty Casey Dellacqua | 7–6(7–1), 6–1 |
| Campeã  | 2014 | Roland Garros | Saibro | Hsieh Su-wei | Sara Errani Roberta Vinci      | 6–4, 6–1      |

### WTA Finals

#### Duplas: 2 (1 título, 1 vice)
| Posição | Ano  | Torneio   | Piso     | Parceira     | Oponentes                        | Placar   |
| ------- | ---- | --------- | -------- | ------------ | -------------------------------- | -------- |
| Campeã  | 2013 | Istanbul  | Duro (i) | Hsieh Su-wei | Ekaterina Makarova Elena Vesnina | 6–4, 7–5 |
| Vice    | 2014 | Singapura | Duro (i) | Hsieh Su-wei | Cara Black Sania Mirza           | 1–6, 0–6 |

### Finais de torneios Premier Mandatory/Premier 5

#### Duplas: 10 (8 títulos, 2 vices)
| Posição | Ano     | Campeonato   | Piso         | Parceira          | Oponentes                                 | Placar            |
| ------- | ------- | ------------ | ------------ | ----------------- | ----------------------------------------- | ----------------- |
| Vice    | 2007    | Charleston   | Saibro Verde | Sun Tiantian      | Yan Zi Jie Zheng                          | 5–7, 0–6          |
| Campeã  | 2009    | Roma         | Saibro       | Hsieh Su-wei      | Daniela Hantuchová Ai Sugiyama            | 7–5, 7–6(7–5)     |
| Campeã  | 2009    | Beijing      | Durp         | Hsieh Su-wei      | Alla Kudryavtseva Ekaterina Makarova      | 6–3, 6–1          |
| Vice    | 2010    | Toquio       | Duro (i)     | Shahar Pe'er      | Iveta Benešová Barbora Záhlavová-Strýcová | 4–6, 6–4, [8–10]  |
| Campeã  | 2011    | Roma         | Saibro       | Jie Zheng         | Vania King Yaroslava Shvedova             | 6–2, 6–3          |
| Campeã  | 2013    | Roma         | Saibro       | Hsieh Su-wei      | Sara Errani Roberta Vinci                 | 4–6, 6–3, [10–8]  |
| Campeã  | 2013    | Cincinnati   | Duro         | Hsieh Su-wei      | Anna-Lena Grönefeld Květa Peschke         | 2–6, 6–3, [12–10] |
| Campeã  | 2014    | Doha         | Duro         | Hsieh Su-wei      | Květa Peschke Katarina Srebotnik          | 6–4, 6–0          |
| Campeã  | [2014]] | Indian Wells | Duro         | Hsieh Su-wei      | Cara Black Sania Mirza                    | 7–6(7–5), 6–2     |
| Campeã  | 2014    | Beijing      | Duro         | Andrea Hlaváčková | Cara Black Sania Mirza                    | 6–4, 6–4          |

WTA Duplas
- 2007 ATP de Guangzhou, China com Yan Zi
- 2008 ATP de Bangalore, India com Sun Tiantian
- 2008 WTA de Bali, Indonésia com Hsieh Su-wei
- 2009 WTA de Sydney, Austrália com Hsieh Su-wei
- 2009 WTA de Roma, Itália com Hsieh Su-wei
- 2009 WTA de Pequim, China com Hsieh Su-wei